# Лас-Перлас
Лас-Перлас (исп. Las Perlas) — город в департаменте Эль-Куй провинции Рио-Негро (Аргентина), пригород Чиполлетти.

## География
Лас-Перлас расположен на правом берегу реки Лимай прямо напротив города Неукен (административного центра провинции Неукен). Хотя агломерация Чиполетти расположена в основном в департаменте Хенераль-Рока, сам Лас-Перлас относится к департаменту Эль-Куй.

## История
Педиатр Мигель Хуан Лембейе и его зять доктор Гильермо Ирибарне в 1958 году основали компанию «Forestadora del Limay», которая приобрела эту землю, и начала высаживать здесь леса, строить дороги и ирригационные каналы. Часть земель была продана частным лицам, и там началось производство сельскохозяйственной продукции. Были построены дома для сельских рабочих, школа, здание для почты и т. д. Провинция Неукен организовала паром через реку, который связал это поселение с городом Неукен.
В 1986 году Законодательное собрание провинции Рио-Негро экспроприировало землю, на которой были возведены жилые дома, а в 1987 году распространило понятие пригородов Чиполетти на департамент Эль-Куй, включая Лас-Перлас. Компания «Forestadora del Limay» смогла выиграть судебный процесс против провинции Рио-Негро по поводу нарушений закона, допущенных при экспроприации, и на полученную денежную компенсацию в 2000 году был построен мост через реку Лимай, связавший Лас-Перлас с Неукеном, благодаря чему отпала необходимость в пароме.
В настоящее время Лас-Перлас находится в сложной ситуации. Так как он не имеет собственного муниципалитета, то за решением местных проблем ему нужно обращаться к вышестоящим властям. Однако для города Чиполетти он расположен слишком далеко, а для города Неукен относится вообще к другой провинции.